# جون بريسكر
جون بريسكر (بالإنجليزية: John Brisker)‏ مواليد 15 يونيو 1947 في ديترويت، كان لاعب كرة سلة أمريكي. بدأ مسيرته الاحترافية في سنة 1969. بلغ طوله 6 قدم 5 بوصة (2.0 م). لعب مع فريق سياتل سوبرسونيكس في الرابطة الوطنية لكرة السلة. اعتزل اللعب في 1975. اختفى في أوغندا وتم اعتباره ميتا بشكل رسمي في سنة 1985.

## روابط خارجية
- جون بريسكر على موقع إن بي أي (الإنجليزية)
- جون بريسكر على موقع سبورتس رفرنس (الإنجليزية)
- جون بريسكر على موقع كلية كرة السلة في سبورتس رفرنس.كوم (الإنجليزية)
- جون بريسكر على موقع ريلجم (الإنجليزية)
- جون بريسكر على موقع بروبوليرز (الإنجليزية)